# Kyle Kendrick
Pour les articles homonymes, voir Kendrick.
Ne pas confondre avec le joueur de baseball Kyle Hendricks.
Kyle Rodney Kendrick (né le 26 août 1984 à Houston, Texas, États-Unis) est un ancien lanceur droitier de la Ligue majeure de baseball. 

## Biographie

### Phillies de Philadelphie
Au lycée de Mount Vernon, Kendrick est l'un des meilleurs joueurs des équipes de basket-ball, de football américain et de baseball. Il est choisi lors de la Draft 2003 par les Phillies de Philadelphie au 7e tour (205e choix global) et signe son premier contrat professionnel le 25 juin 2003. Ce faisant, il décline l'occasion de jouer au poste de quarterback pour les Washington State Cougars au niveau universitaire.
Après quatre saisons en ligues mineures, il est intégré à la rotation des lanceurs partants des Phillies lorsque Freddy Garcia se blesse. Il dispute son premier match le 13 juin 2007 contre les White Sox de Chicago. Il réussit son premier coup sûr à la frappe lors de cette rencontre et il accorde trois points en six manches lancées. Il termine la saison 2007 avec un bilan de 10 victoires pour 4 défaites et 5e lors du vote de la Recrue de l'année en Ligue nationale.
En 2008, sa fiche est de 11 victoires contre 9 défaites. Il est le lanceur ayant le plus souvent atteint d'un tir un frappeur adverse dans la Ligue nationale cette saison-là, soit 14 fois. Il fait partie de l'équipe des Phillies championne de la Série mondiale 2008, bien qu'il ne lance en pas en matchs éliminatoires.
Sa saison 2009 est difficile et il est rétrogradé aux ligues mineures. Les Phillies ne l'incluent pas dans leur effectif en prévision des éliminatoires.
De retour avec Philadelphie en 2010, il débute comme lanceur partant 31 des 33 rencontres dans lesquelles il est utilisé. Sa fiche est de 11-10 avec une moyenne de points mérités de 4,73.
En 2011, il maintient une moyenne de points mérités de 3,12 en 114 manches et deux tiers. Il lance dans 34 parties, dont 15 comme lanceur partant et remporte 8 victoires contre 6 défaites.

### Rockies du Colorado
Le 4 février 2015, Kendrick, devenu agent libre après 8 saisons chez les Phillies, signe un contrat d'une saison pour 5,5 millions de dollars avec les Rockies du Colorado.
Sa moyenne de points mérités s'élève à 6,32 en 27 départs et 142 manches et un tiers lancées pour les Rockies en 2015. Gagnant de 7 parties contre 13 défaites, il accorde le plus grand nombre de coups de circuit (33) dans les majeures en 2015 et le plus grand nombre de points mérités (100) parmi les lanceurs de la Ligue nationale. Sa moyenne se chiffre à 7,62 points mérités accordés par partie en 13 départs au Coors Field de Denver au Colorado, mais  5,24 en 14 départs sur la route.

### Braves d'Atlanta
Il est invité au camp d'entraînement 2016 des Braves d'Atlanta.

## Statistiques
| Saison | Équipe       | G  | GS | CG | SHO | V  | D  | SV | IP    | SO  | ERA  |
| ------ | ------------ | -- | -- | -- | --- | -- | -- | -- | ----- | --- | ---- |
| 2007   | Philadelphie | 20 | 20 | 0  | 0   | 10 | 4  | 0  | 121.0 | 49  | 3,87 |
| 2008   | Philadelphie | 31 | 30 | 0  | 0   | 11 | 9  | 0  | 155.2 | 68  | 5,49 |
| 2009   | Philadelphie | 9  | 2  | 0  | 0   | 3  | 1  | 0  | 26.1  | 15  | 3,42 |
| 2010   | Philadelphie | 33 | 31 | 1  | 0   | 11 | 10 | 0  | 180.2 | 84  | 4,73 |
| Totaux | Totaux       | 93 | 83 | 1  | 0   | 35 | 24 | 0  | 483.2 | 216 | 4,69 |

| Saison | Équipe       | G | GS | CG | SHO | V | D | SV | IP  | SO | ERA   |
| ------ | ------------ | - | -- | -- | --- | - | - | -- | --- | -- | ----- |
| 2007   | Philadelphie | 1 | 1  | 0  | 0   | 0 | 0 | 1  | 3.2 | 2  | 12,27 |
| Totaux | Totaux       | 1 | 1  | 0  | 0   | 0 | 0 | 1  | 3.2 | 2  | 12,27 |

Note: G = Matches joués ; GS = Matches comme lanceur partant ; CG = Matches complets ; SHO = Blanchissages ; 
V = Victoires ; D = Défaites ; SV = Sauvetages ; IP = Manches lancées ; SO = retraits sur des prises ; ERA = Moyenne de points mérités.